# Никитин, Александр Николаевич (публицист)
Александр Николаевич Никитин (1849—1909) — русский публицист, гласный Санкт-Петербургской городской думы.

## Биография
Родился в 1849 году. 
В 1867 году окончил 1-ю Санкт-Петербургскую гимназию, затем — юридический факультет Императорского Санкт-Петербургского университета. 
С 1877 года он непрерывно состоял гласным Санкт-Петербургской городской думы; с 1881 по 1897 годы был членом Санкт-Петербургской городской управы. 

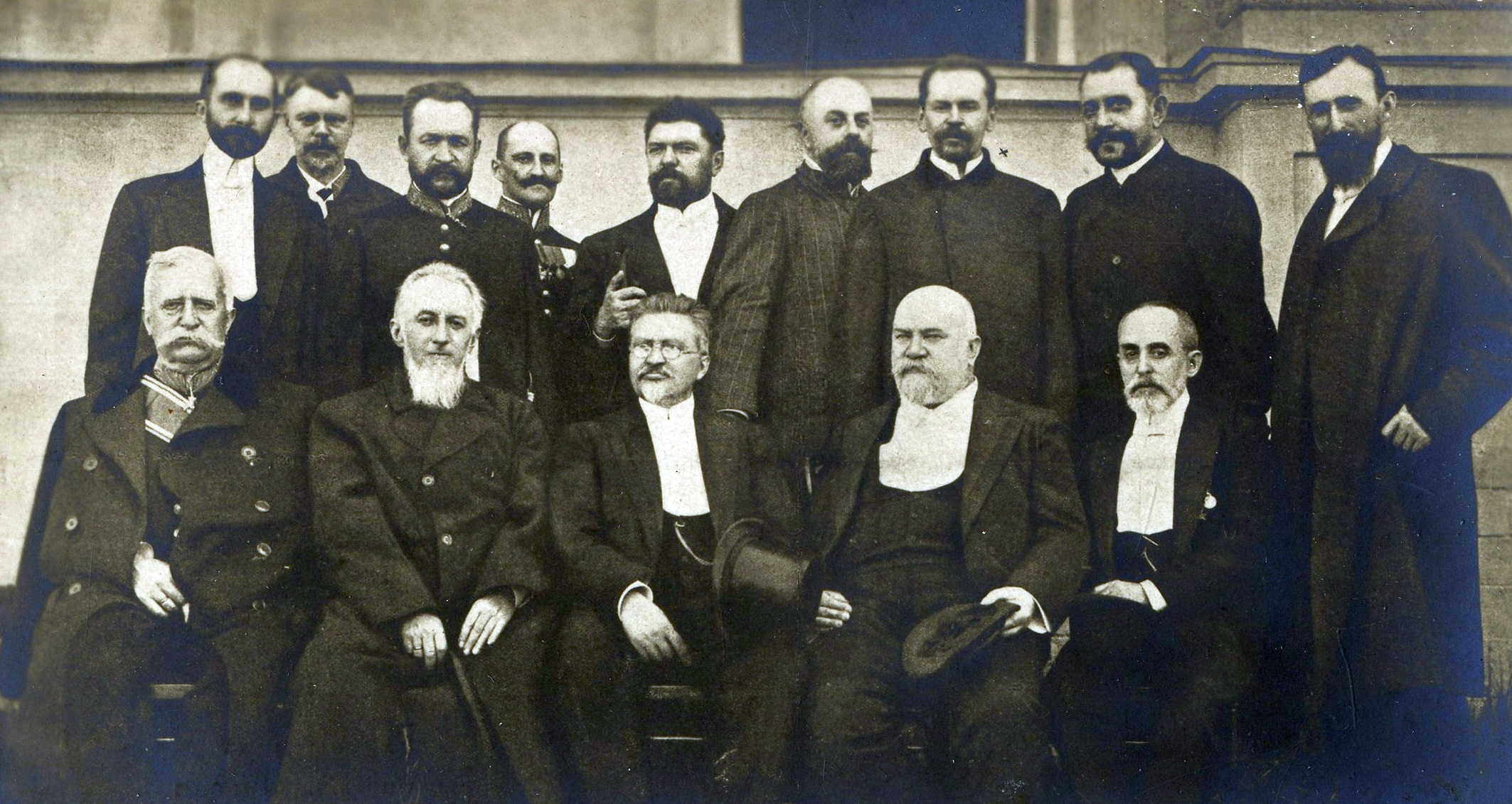
Земские и городские деятели, представившие императору ходатайство
о народном представительстве. Петергоф, 6 июня 1905 года.
Стоят: Н. Н. Львов, Ф. И. Родичев, Г. Е. Львов, Ф. А. Головин, Н. Н. Ковалевский, П. Д. Долгоруков, С. Н. Трубецкой, Ю. А. Новосильцев, Д. И. Шаховской;
сидят: П. Л. Корф, П. А. Гейден, И. И. Петрункевич, М. П. Фёдоров, А. Н. Никитин

Составил первый инвентарь городских недвижимых и движимых имуществ (1884); участвовал в принятии городом (1883) больниц и богаделен; был попечителем первых городских больниц (1879) и членом комиссии по постройке больницы имени С. П. Боткина (1880); принимал участие в рассмотрении проекта положения об общественном управлении г. Санкт-Петербурга, изданного в 1903 году.
Был в числе трёх выборных представителей Санкт-Петербурга в составе депутации от московского съезда земских и городских деятелей, поднесшей 6 июня 1905 года, в Петергофе, петицию императору Николаю II о необходимости безотлагательного дарования конституционно-монархического образа правления.
В 1897 году он был избран в члены правления Санкт-Петербургского общества взаимного кредита, где разработал и провёл в жизнь пенсионный устав для служащих в обществе по найму. 
Поместил много статей по общественным вопросам, в особенности, по благоустройству Санкт-Петербурга, в «Новом времени», «Руси», «Молве», «Санкт-Петербургских ведомостях» и «Биржевых ведомостях», «Вестнике Европы» и других изданиях. Часть этих статей была собрана в его книге «Задачи Петербурга» (СПб.: типо-лит. Шредера, 1904. — [6], 199 с.: ил.). Были изданы также его «Силуэты Крыма : Из путевой книжки А. Н. Нилидина» (СПб.: Типо-лит. Шредера, 1884. — [4], 241 с.) и «Очерки городского благоустройства заграницей: Путевые заметки» (СПб.: типо-лит. Шредера, 1891. — [2], 219 с.: ил.), также «Крымские целебные минеральные грязи в деревне Саки и морские купания в городе Евпатории : Очерки и картинки с крат. указанием целеб. богатств Крыма : Из воспоминаний признат. пациента А.Н. Н-на» (СПб.: тип. Шредера, 1883. — [4], 220 с., 1 л. ил.).
Умер в 1909 году.